# Георг Шенк фон Ландсберг
Георг Шенк фон Ландсберг (на немски: Georg Schenk von Landsberg; * 11 март 1580; † 5 май или 5 ноември 1632) е Шенк на Ландсберг (в Саксония-Анхалт), господар на Лойтен в маркграфство Бранденбург, съдия в Долна Легница.
Той е третият син на Албрехт Шенк фон Ландсберг († 1610), господар на Лойтен и Буххолц, и съпругата му Ева фон Шьонбург-Хойерсверда († 1618), дъщеря на Вилхелм III фон Шьонбург-Хойерсверда († 1567) и едле-херин Мария Ганз цу Путлиц († сл. 1571), дъщеря на Геверт Ганз цу Путлиц († 1531) и Анна фон Биберщайн († сл. 1553). Внук е на Вилхелм Шенк фон Ландсберг († 1559) и втората му съпруга Магдалена фон Ройс-Плауен († 1571). Брат е на бездетния Йоахим († 21 май 1639), женен за Анна Мария фон Путбус (* 1588; † сл. 1648).
През 1517 г. дядо му Вилхелм Шенк фон Ландсберг купува дворец „Грос Лойтен“ в маркграфство Бранденбург.
Георг Шенк фон Ландсберг умира на 5 май или 5 ноември 1632 г. и е погребан в Грос Лойтен в южен Бранденбург.

## Фамилия
Георг Шенк фон Ландсберг се жени 1627 г. за графиня Анна фон Еверщайн-Масов (* 1578), дъщеря на граф Волфганг II фон Еверщайн-Масов (1528 – 1592) и Анна фон Липе (1551 – 1614), дъщеря на граф Бернхард VIII фон Липе (1527 – 1563) и Катарина фон Валдек († 1583), дъщеря на граф Филип III фон Валдек–Айзенберг (1485 – 1539) и Анна фон Клеве (1495 – 1567). Те имат два сина и две дъщери, за които няма информация.